# Franz Xaver Eder (Physiker)
Franz Xaver Eder (* 1. Februar 1914 in München; † 1. Februar 2009 ebenda) war ein deutscher Physiker und Hochschullehrer. Er wirkte unter anderem als Professor in Berlin und als Direktor des Zentralinstituts für Tieftemperaturforschung in München.

## Leben
Franz Xaver Eders Eltern waren der Bahnbeamte Franz Eder und dessen Ehefrau Maria Eder, geborene Ertl. Nach dem Abitur an der Oberrealschule studierte Franz Xaver Eder an der Technischen Hochschule München Physik. Das Studium schloss er 1937 mit der  Diplomarbeit Bau eines Kerr-Effekt-Oszillographen und der Diplomprüfung ab. Im selben Jahr trat er in das Kaiser-Wilhelm-Institut für Strömungsforschung in Göttingen ein, wo er wissenschaftlicher Mitarbeiter am Institut für Kälteforschung der Aerodynamischen Versuchsanstalt (AVA) wurde. 1941 wurde er bei Walther Meißner zum Dr.-Ing. mit der Dissertation Elektrische Höhenmesser für Flugzeuge promoviert. Im selben Jahr wurde er Leiter der norwegischen Außenstelle des Instituts für Kälteforschung der AVA in Finse, das mit der Erforschung von Windkanälen zur Erzeugung künstlicher Wolken beauftragt war.
Nach Kriegsende wurde Eder wissenschaftlicher Assistent an der Berliner Universität, wo er sich 1947 mit der Arbeit Dielektrisches Verhalten von Eis habilitierte. 1950 erfolgte die Ernennung zum Ordinarius (Lehrstuhl ab 1953) und Abteilungsleiter des II. Physikalischen Instituts der nunmehr Humboldt-Universität genannten Hochschule, für das er bedeutende Aufbauarbeit geleistet hat. Innerhalb weniger Jahre baute er den ersten deutschen Luft-Verflüssiger nach dem Zweiten Weltkrieg auf. Zudem wurden unter seiner Leitung Anlagen zur Verflüssigung von Wasserstoff und Helium gebaut. Ab 1956 leitete er den Bereich Tieftemperaturphysik an der Deutschen Akademie der Wissenschaften. Im selben Jahr wurde ihm die Leitung des neu gegründeten III. Physikalisch-Technischen Instituts übertragen.
1960 kehrte Eder nach München zurück, wo er zum Direktor der 1946 vom damaligen Akademiepräsidenten Walter Meißner 1946 gegründeten Kommission für Tieftemperaturforschung der Bayerischen Akademie der Wissenschaften ernannt wurde. Da sich die provisorischen Räumlichkeiten der Kommission seit ihrer Gründung in zwei Baracken in Herrsching befanden und seit 1958 eine Außenstelle am Forschungsgelände in Garching betrieben wurde, wurde Eder neben seiner wissenschaftlichen Tätigkeit mit der Planung und Errichtung eines Institutsneubaus am Hochschulgelände in Garching betraut. Dieses konnte 1967 als Zentralinstitut für Tieftemperaturforschung der Bayerischen Akademie der Wissenschaften in Betrieb genommen werden, dessen Direktor Eder wurde. 1984 wurde es in Walther-Meißner-Institut für Tieftemperaturforschung umbenannt.
Daneben war Eder seit 1962 bis zu seiner Pensionierung 1979 Honorarprofessor an der Fakultät für Allgemeine Wissenschaften der Technischen Hochschule München, wo er Thermodynamik und Tieftemperaturphysik lehrte. Durch seine erfolgreiche wissenschaftliche und experimentelle Tätigkeit konnte er zahlreiche Patente erwerben. Auch nach der Pensionierung forschte er weiterhin an der Entwicklung von Wärmepumpen, die nach dem Vuilleumier-Kreisprozess arbeiten.

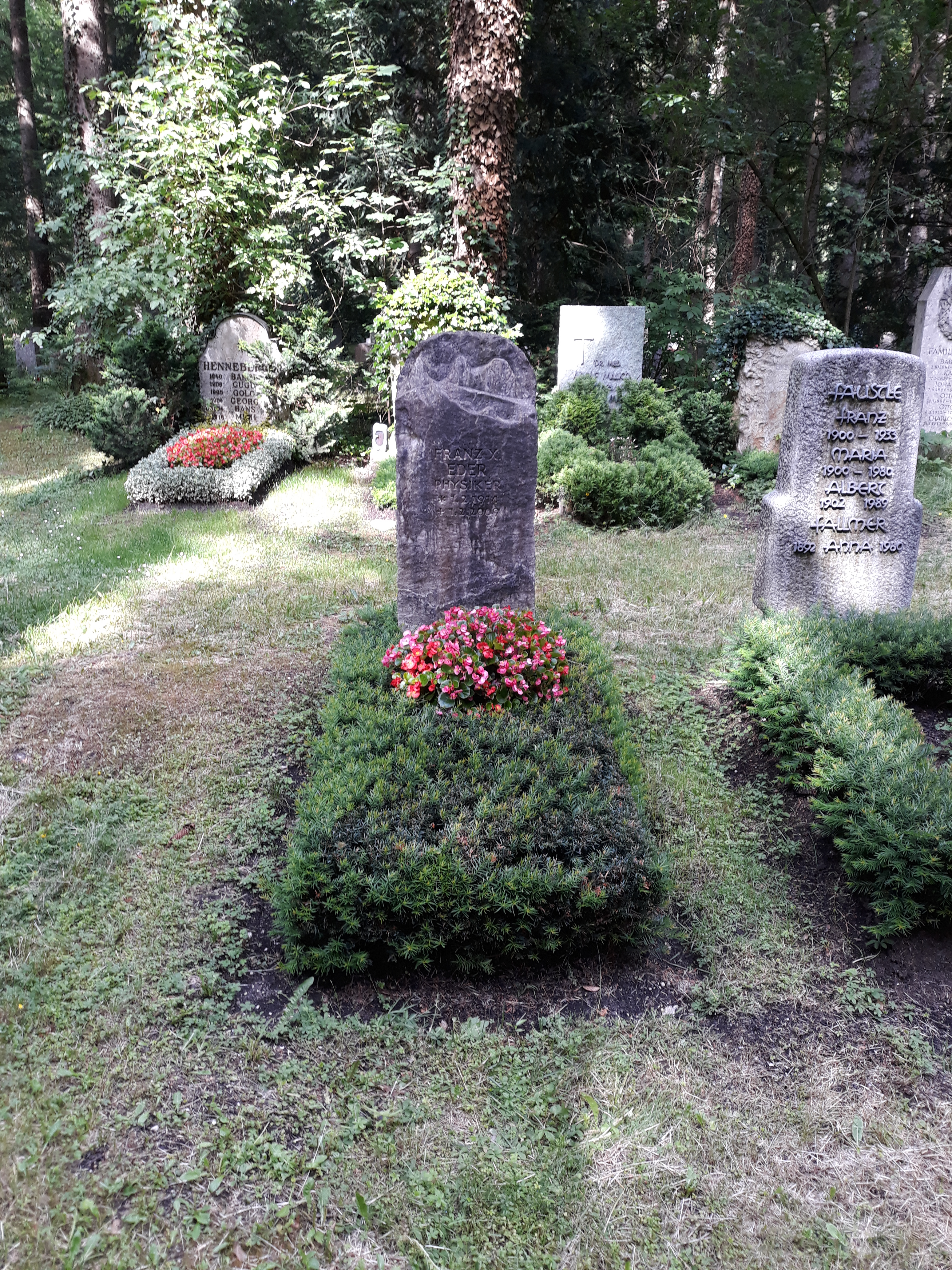
Das Grab von Franz Xaver Eder auf dem Waldfriedhof (München)

Seit 1972 war Franz Xaver Eder korrespondierendes Mitglied der Österreichischen Akademie der Wissenschaften. Die Bundesrepublik Deutschland ehrte seine Verdienste am 1. Oktober 1984 mit der Verleihung des Bundesverdienstkreuzes am Bande.
Franz Xaver Eder war evangelisch, seit 1954 mit Rosemarie Eder, geborene Reinhardt, verheiratet und hatte zwei Töchter (Monika und Christiane).

## Veröffentlichungen
Franz Xaver Eder veröffentlichte über 80 wissenschaftliche Arbeiten, darunter elf Lehrbücher, die z. T. in mehreren Auflagen erschienen. Er war Herausgeber der Buchreihe Hochschulbücher für Physik über Theoretische und Experimentelle Physik und begründete die Zeitschrift Experimentelle Technik der Physik.
- Das elektrische Verhalten von Eis: Anomale Dispersion und Absorption. Leipzig 1947.
- Moderne Meßmethoden der Physik.[5] 3 Bände. Teil I. Mechanik – Akustik. Teil II: Thermodynamik. Teil III: Elektrophysik. Hochschulbücher für Physik, Berlin 1952/1956/1972.
- Einführung in die Physik der tiefen Temperaturen. Berlin 1955.
- mit Anton Lerf: Physikalische und chemische Untersuchungen an supraleitenden Einlagerungsverbindungen. Bonn 1980.
- mit Hartmut Frey und René A. Haefer: Tieftemperaturtechnologie. Düsseldorf 1981.
- mit Helmut Appel: Regenerator mit einer Füllung aus polykristallinen Eisenwhiskern. Eggenstein-Leopoldshafen 1982.
- Arbeitsmethoden der Thermodynamik. 4 Bände. Band I: Temperaturmessung. Band II: Thermische und kalorische Stoffeigenschaften. Band III: Wärmeübertragung, Mehrstoffsysteme. Band IV: Tiefe und hohe Temperaturen. Berlin 1981–1983.